# Ernest Merlin
Ernest Merlin, född 5 september 1886, död 10 mars 1959 var en brittisk cyklist. Han deltog i två grenar i Sommar-OS 1912.